# Annetje Fels-Kupferschmidt
Channah Sarah Kupferschmidt (Keulen, 24 september 1914 – Amstelveen, 11 december 2001) was een van de oprichters van het Nederlands Auschwitz Comité.

## Levensloop
Kort na haar geboorte verhuisde het gezin Kupferschmidt naar Nederland waar zij Anneke, Annetje of Annie werd genoemd. Voor de Tweede Wereldoorlog woonde ze in Den Haag, waar ze een opleiding volgde voor kleuterleidster. In 1934 ging ze naar een congres in Brussel dat tegen de oorlog en het oprukkende fascisme waarschuwde. Daar ontmoette ze Eva Tas, lid van het Studenten Strijdcomité tegen Oorlog en Fascisme, en Emmy Andriesse, die toen op de Haagse kunstacademie zat.
Annetje trouwde met Hans Polak, die op 20 februari 1945 in Dachau omkwam. Hun dochter Chaja werd in 1941 geboren. Het gezin zat ondergedoken in Amsterdam. Door verraad werden Hans en Annetje in april 1944 op hun onderduikadres gearresteerd.

### Kamp
Via Westerbork kwam Polak-Kupferschmidt in mei 1944 in Auschwitz-Birkenau, waar ze te werk werd gesteld in de keuken.
Op 18 januari 1945 begon een driedaagse dodenmars. Daarna werden de gevangenen per trein vervoerd, waarna ze in Ravensbrück terecht kwamen. Toen dat vol bleek, werden ze in een grote hangar in het buitenkamp Neustadt-Glewe ondergebracht. Daar kwam ze weer vrouwen tegen die ze uit Auschwitz kende. In ieder bed lagen drie mensen en ook onder de bedden lagen mensen. Later werden ze in kleinere barakken opgesloten. Er was geen verwarming en geen wc. Ze werden bevrijd door Amerikanen en Russen. Omdat er geen vervoer was voor repatriëring, moesten ze noodgedwongen nog enige tijd in het kamp  blijven.

### Na de oorlog
Na de oorlog bleek dat alleen haar dochtertje Chaja en haar zusje Ruthie nog leefden. Haar man, haar twee broers en haar vader en diens vrouw kwamen niet terug. Ze hertrouwde met oud-verzetsman Cor Fels en kreeg nog twee kinderen, Ellen en Hans Fels.
In 1956 was zij een van de medeoprichters van het Nederlands Auschwitz Comité. Ze was voorzitter van het comité van 1974-1994 en daarna erevoorzitter. Zij was ook lid van het dagelijks bestuur van het Internationale Auschwitz Comité.
In 1996 vertelde Annetje Fels-Kupferschmidt haar levensverhaal aan het USC Shoah Foundation Institute, opgericht in 1994 door Steven Spielberg. Haar verhaal is opgenomen in de Collectie 2000 Getuigen Vertellen van het Joods Historisch Museum.
Kleinzoon Elias Fels werd in 2008 geïnterviewd over de invloed van zijn grootmoeder Annetje op zijn eigen leven in het boek met DVD Een Verhaal uit Duizenden - kleinkinderen over de erfenis van de Shoah, uitgeverij Boom, 2009.

## Eerbetoon
- Officier in de Orde van Oranje Nassau
- zilveren penning van de Stad Amsterdam.
- Beeld in de Hollandsche Schouwburg, 1994, gemaakt door Geurt Brinkgreve
- In 2023 vernoemde gemeente Amsterdam een brug naar haar: Annetje Fels-Kupferschmidtbrug

## Onderscheiding
Op de dag van de jaarlijkse herdenking van het Nederlands Auschwitz Comité wordt de Annetje Fels-Kupferschmidt-onderscheiding uitgereikt aan een persoon of organisatie die zich op buitengewone wijze verdienstelijk heeft gemaakt voor het realiseren van de doelstellingen van het Comité. De onderscheiding werd gemaakt door Jan Wolkers. Het is een glazen zandloper waarin het zand niet doorloopt en de tijd dus stilstaat.